# Maxwell Anderson
James Maxwell Anderson (15. prosince 1888 Atlantic, Pensylvánie – 28. února 1959 Stamford, Connecticut) byl americký dramatik, poetik a novinář.
Jeho hry jsou psány mnoha odlišnými styly a Anderson byl jedním z moderních amerických autorů, kteří výrazně používali blankvers.

## Život
J. M. Anderson se narodil v Pensylvánii do rodiny, která měla Skotské a Irské předky. Ze začátku rodina žila na farmě jeho babičky, později se však přestěhovali do Ohia, kde jeho otec pracoval na železnici. Poté se jeho otec stal ministrem a z toho důvodu Anderson hodně cestoval. Byl často nemocný a zameškal hodně školy. Tento čas si krátil psaním. Oba jeho rodiče i teta psali povídky, což se projevilo v jeho literárním talentu.
Na návštěvě své babičky se setkal se svojí první láskou, Hallie Loomisovou, která pocházela z bohaté rodiny. Jeho autobiografická povídka Morning, Winter, and Night popisuje znásilnění a incest na farmě. Z toho důvodu povídku napsal pod pseudonymem John Nairne Michaelson.
Před vystudováním pracoval jako číšník a ve škole byl aktivní v mnoha literárních a dramatických kroužcích. Na univerzitě v Severní Dakotě získal titul BA v anglické literatuře. Stal se ředitelem na střední škole, kde učil anglický jazyk, pro své pacifistické názory byl však vyhozen. Poté získal v roce 1914 na Stanfordově univerzitě titul M.A. v anglické literatuře. Poté se stal učitelem anglického jazyka v San Francisku.
Odstěhoval se do Palo Alta, kde začal psát pro noviny San Francisco Evening Bulletin, z kterých byl také vyhozen, a proto se přestěhoval do San Franciska, kde psal pro San Francisco Chronicle. I odtud byl propuštěn, pro svoji častou absenci. Přestěhoval se do New Yorku, kde psal o politice do časopisu The New Republic, pro své neshody s editorem byl opět propuštěn.
Anderson našel práci v novinách The New York Globe a New York World. V roce 1923 napsal svoje první drama White Desert, které mělo pouze 12 opakování, ale sklidilo pozitivní kritiku. V roce 1924 úspěšně vydal další drama What Price Glory? Poté se stáhnul z novinářského světa a věnoval se pouze kariéře coby dramatik.

## Osobní život
Anderson se v roce 1911 oženil se svojí spolužačkou Margaret Haskettovou, se kterou měl tři syny.
V roce 1929 začal psát hru Gypsy, která pojednává o marnivé a prolhané ženě, která podvádí svého manžela. Po zjištění spáchá sebevraždu. Začal to psát ve stejnou dobu, kdy měl poměr s ženatou Gertrudou Higgerovou. Tato aféra vedla k rozvodu s Margaretou Haskettovou, která zemřela v roce 1931 důsledkem automobilové nehody a následné mozkové příhody.
Gertruda se rozvedla se svým tehdejším manželem a přestěhovala se k Andersonovi. Spolu měli dceru Hesper. Poté však došlo k zjištění její nevěry s Andersonovým kamarádem, což vedlo k její sebevraždě. Hesper poté o této sebevraždě napsala knihu A Daughters Journey of Discovery.
Anderson se poté naposledy oženil za Gildu Hazardovou, se kterou žil ve šťastném manželství až do své smrti. Anderson zemřel v roce 1959 po mozkové mrtvici.

## Divadelní hry
- White Desert (1923)
- What Price Glory (1924) Válečně drama, které popisuje rivalitu mezi důstojníky námořní pěchoty během První světové války ve Francii.
- First Flight' (1925)
- The Buccaneer (1925)
- Outside Looking In (1925) Tří aktová komedie, která se hrála na Broadwayi.
- Satudrays Children (1927)
- Gods of the Lightning (1929)
- Gypsy (1929)
- Elizabeth the Queen (1930) Historické drama v blankversu. Aféra mezi Alžbětou I a Earl of Essex.
- Night Over Taos (1932)
- Both Your Houses (1933) Za toto drama získal Pulitizerovu cenu.
- Mary of Scotland (1933) Historické drama v blankversu.
- Winterset (1935) Získal ocenění v New York Drama Critics Circle
- The Masque of Kings (1936)
- The Wingless Victory (1936)
- The Star Wagon (1937)
- High Tor (1937)
- The Feast of Ortolan (1937) Jednoaktová hra.
- Knickerbocker Holiday (1938)
- Second Overture (1938)
- Key Largo (1939)
- Jourey to Jerusalem (1940)
- Candle in the Wind (1941)
- The Eve of St Mark (1942)
- Truclinne Café (1946)
- Anne of the Thousand Days (1948) Historické drama v blanversu. Vypráví o Anně Boleynové.
- Lost in the Stars (1949)
- Barefoot in Athens (1951)
- The Bad Seed (1954)